# Монастырь Язак
Монастырь Язак (серб. Манастир Јазак) — монастырь Сербской православной церкви, один из монастырей Фрушка-Горы.
В двух километрах к северу от монастыря находятся остатки монастыря Стари-Язак. Согласно преданию, его основал деспот Иоанн Бранкович, сын святого Стефана и святой Ангелины. Был посвящён Введению во храм Пресвятой Богородицы. О монастыре Стари-Язак первое письменное упоминание датируется 1522 годом. 
О жизни монастыря в XVII столетии ничего не известно. Предполагается, что он запустел. Обновлён монастырь был после Великого исхода сербов из Косова и Метохии в 1690 году. В 1705 году монах Христофор привёз из Неродимле мощи царя Уроша, в результате чего Язак стал объектом паломничества для сербов не только Срема, но и других областей. В 1736 году началось строительство новой монастырской церкви. 7 июня 1758 года новую церковь освятил митрополит Павел (Ненадович).
В 1920—1927 годах в монастыре находилась чудотворная Курская Коренная икона Божией Матери, покинувшая Россию с армией генерала Врангеля.